# Proceratophrys cururu
Proceratophrys cururu és una espècie de granota que viu al Brasil.
Està amenaçada d'extinció per la pèrdua del seu hàbitat natural.